# Potters Bar
Potters Bar este un oraș în comitatul Hertfordshire, regiunea East, Anglia. Orașul aparține districtului Hertsmere. 